# Homoneura dapaensis
Homoneura dapaensis är en tvåvingeart som först beskrevs av Frey 1927.  Homoneura dapaensis ingår i släktet Homoneura och familjen lövflugor. Inga underarter finns listade i Catalogue of Life.